# 金三角
金三角是缅甸、老挝、泰国交界地区，以洛克河與湄公河交匯處為中心，面積約20萬平方公里。「金三角」這個名稱是美國國務院官員馬歇爾‧格林
1971年在一次有關鴉片貿易的新聞發布會上提出的。如今，河匯流處泰國一側的索普魯克已成為一個旅遊景點，有鴉片博物館和金三角公園，而且這裡已經禁止種植鴉片。
自1950年代以來，金三角一直是世界上最大的鴉片產區之一。在21世纪初阿富汗的鸦片产量激增之前，世界上大部分的海洛因都來自金三角。作为金三角的一部分，缅甸一直是继阿富汗之后世界第二大鸦片来源国。尽管自2015年以来，缅甸的罂粟种植面积逐年减少，但根据联合国毒品和犯罪问题办公室发布的《2022年缅甸鸦片调查》最新数据显示，2022年缅甸的罂粟种植面积却增长了33%，达到40,100公顷，产量潜力也增加了88%，达到790吨。联合国毒品和犯罪问题办公室还警告称，若由新冠疫情和2021年缅甸军事政变引发的经济危机持续下去，缅甸的鸦片产量可能再次上升，这将对亚洲大部分地区的公共卫生和安全造成严重影响。
根据联合国毒品和犯罪问题办公室的报告，2023年缅甸成为世界上最大的鸦片生产国，当年估计生产了1,080吨鸦片。与此同时，塔利班在阿富汗实施的严厉打击措施使该国的鸦片产量大幅下降约95%，降至330吨。
金三角目前是世界主要的合成毒品生產區之一，特別是甲基安非他命的生產規模不斷擴大，其生產的雅巴和結晶甲基安非他命出口到東亞、東南亞和大洋洲。有严重的诈骗问题，且受害者大多来自中华人民共和国。

## 地理
金三角大致由下述地区组成：
| 缅甸 | 泰国   | 老挝     |
| ---- | ------ | -------- |
| 掸邦 | 清迈   | 琅南塔   |
|      | 清莱   | 波乔     |
|      | 夜丰颂 | 琅勃拉邦 |
|      | 帕尧   | 乌多姆塞 |
|      | 南邦   | 丰沙里   |
|      | 南奔   | 华潘     |
|      | 难府   | 川圹     |
|      | 帕府   |          |

## 起源

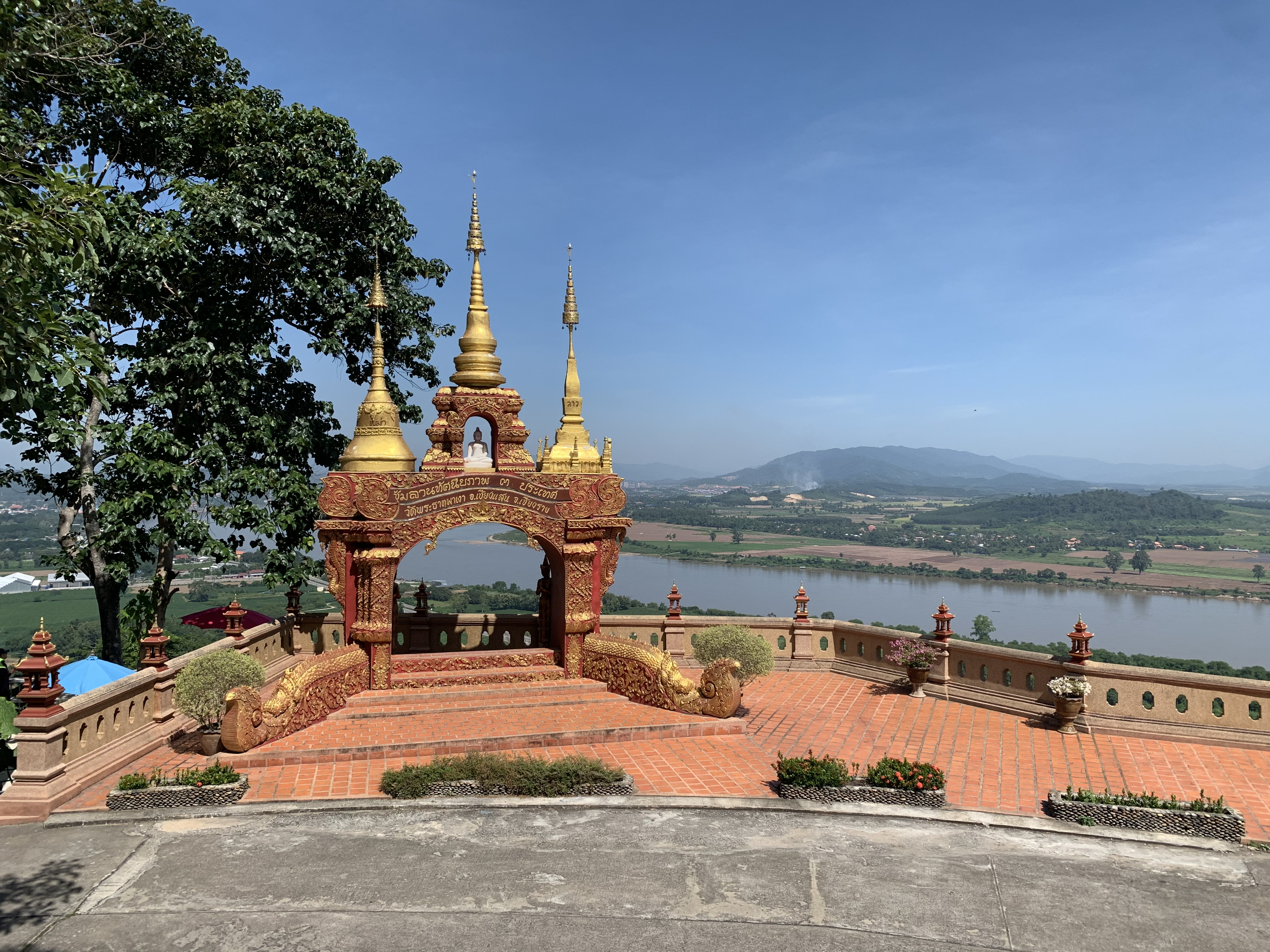
位于索普魯克的金三角纪念碑拱门

20世纪40年代末，随着中国共产党掌握政权，政府下令对一千万名毒瘾者实施强制戒毒，对毒贩予以处决，并将鸦片产区改种其他作物。其结果是鸦片生产转移至中国南部边境以南的“金三角”地区。缅甸的小规模鸦片生产可追溯至1750年的贡榜王朝，当时主要是为了满足外国人的消费需求。
在缅甸的中国国民党军队实际上是后来活跃于金三角地区的私人毒品武装的先驱。1949年，成千上万战败的国民党军队从云南省越境进入缅甸。这个政权薄弱的国家，很快便被国民党夺取了边境地区的控制权。国民党所产的大部分鸦片都被运往南方的泰国。国民党控制的领土构成了缅甸的主要鸦片产区，而国民党政策的转变使其得以扩大对该地区鸦片贸易的控制。此外，到1950年代初期，中国共产党在云南基本铲除了非法鸦片种植，实际上将鸦片垄断权交到了国民党在掸邦的军队手中。鸦片的主要消费人群是当地的华人族群，以及边境对面的云南居民和东南亚其他地区的人。国民党军队强迫当地村民提供兵员、粮食和金钱，并对种植鸦片的农民征收重税。这迫使农民不得不增加产量以维持生计。一位驻在孟艮府拉祜族中的美国传教士曾作证称，国民党军因拉祜族人不服从其规定而对其施以酷刑。
缅甸独立时的鸦片年产量约为30吨，而到了20世纪50年代中期，这一数字增长了20倍，达到了600吨。

## 海洛因生产史

主要的海洛因产区，包括金三角

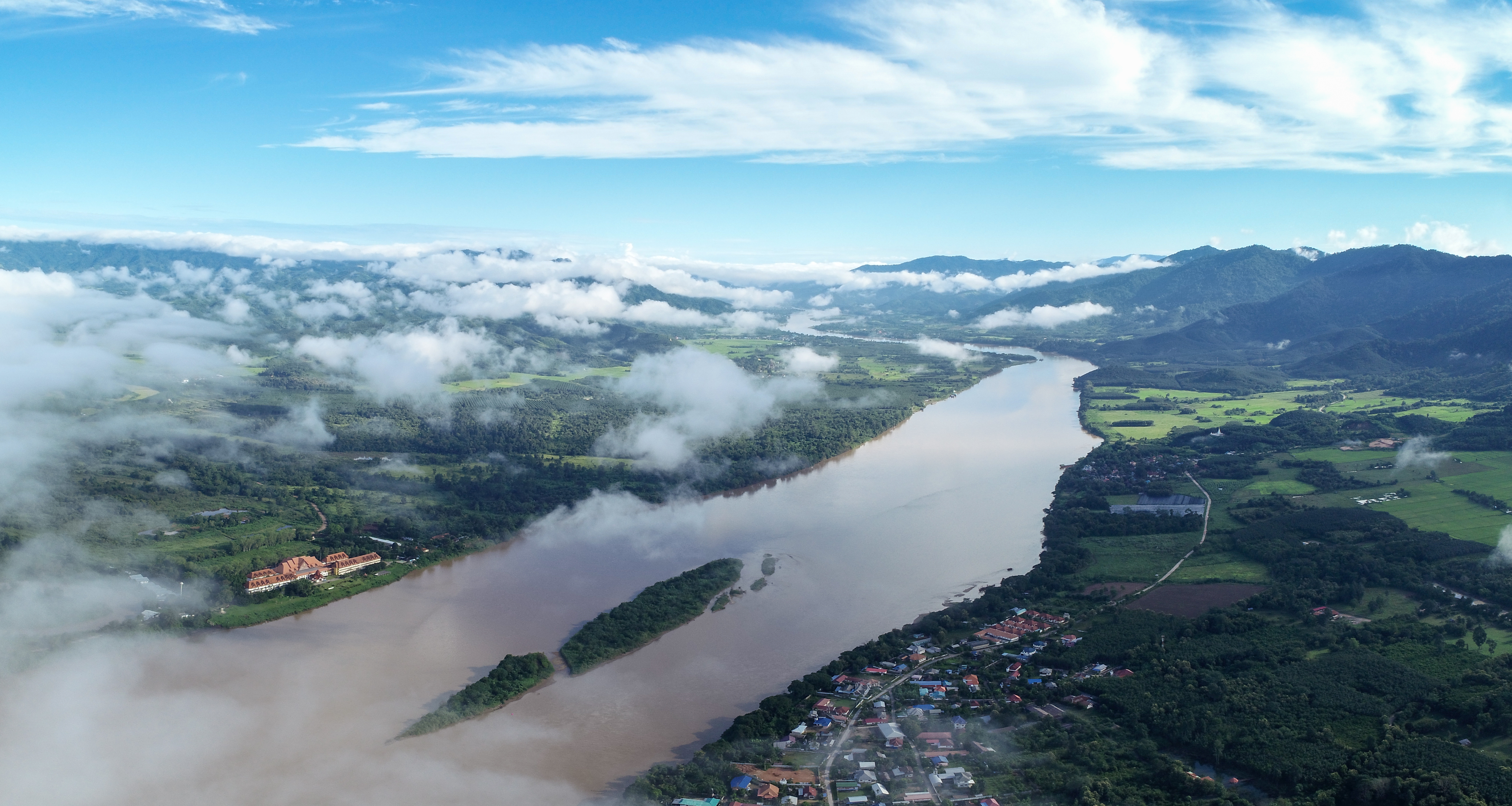
湄公河三国交界处的俯瞰图

缅甸是世界上最大的非法鸦片生产国，自第二次世界大战以来一直在跨国毒品贸易中扮演着重要角色。根据联合国毒品和犯罪问题办公室的估计，2005年缅甸的鸦片种植面积约为430平方公里。缅甸东北部生产的鸦片和海洛因原料通过马帮和驴队运往缅泰边境一带的精炼厂，加工成海洛因及其原料。大部分成品随后被运送穿越边境，进入泰国北部的各个城镇，并最终运至曼谷，以便进一步销往国际市场。
1996年1月，毒枭坤沙领导的孟泰军宣布投降，此举被仰光当局誉为打击毒品的重大胜利。然而，缅甸政府缺乏应对主要贩毒集团的意愿和能力，以及在打击洗钱方面缺乏真正的承诺，仍然严重阻碍着整体禁毒工作的推进。在缅甸及北泰高地种植罂粟的多数山地部落民众，至今仍生活在贫困线以下。
1996年，美国驻仰光大使馆发布了一份《国家商业指南》，其中指出：“单是鸦片类毒品的出口，其价值似乎就与所有合法出口的总和相当。”报告还提到，基础设施和酒店方面的投资，正来自主要的鸦片种植与出口组织，以及与这些组织关系密切的投资者。
一项历时四年的调查得出结论称，缅甸石油天然气公司（MOGE）是“军方控制下生产和出口的海洛因收益的主要洗钱渠道”。1992年，MOGE与法国石油巨头道达尔能源签署了一项商业协议，随后美国优尼科公司也加入其中，MOGE由此获得了1500万美元的付款。正如弗朗索瓦·卡萨涅所报道的那样：“尽管MOGE除其外国合作伙伴的有限分期投入外几乎没有资产，也从未盈利，而缅甸国家本身也从未有能力为MOGE提供任何外汇信贷，但这家公司的新加坡银行账户却显示有数亿美元的资金转入。”根据调查人员查阅的一份MOGE机密档案，缅甸最著名的毒枭坤沙提供的超过6000万美元的资金就是通过该公司进行转移的。“毒资正渗透缅甸所有的经济活动，而国家恢复法律和秩序委员会也将大型外国合作伙伴视为洗钱活动的重要保护伞。”仰光的银行曾以高达40%的佣金提供洗钱服务。联合国的一份报告还指出，腐败、贫困以及政府控制力的缺失，都是迫使贫困农民参与毒品生产的典型原因。

## 历史上的毒品走私

### 20世纪70年代
在得知部分在越南服役的非裔美军士兵在泰国休整期间染上海洛因毒瘾后，美国毒枭弗兰克·卢卡斯于1970年代初前往曼谷，试图与其同伙艾克·阿特金森一同建立一条新的贩毒路线。卢卡斯前往金三角地区，并从泰缅孤军手中以每公斤4,200美元的价格首次购入132公斤未经稀释的高纯度海洛因（纯度达98–100%），相比之下，当时纽约黑手党每公斤的要价高达5万美元。随后，阿特金森利用他在美军中的关系，通过美国空军的军用飞机将毒品走私回美国东部。这些毒品随后被收集起来，稀释至10%的纯度，重新包装，并由卢卡斯控制的毒贩网络在哈莱姆街头进行销售，从中获取巨额利润。这条走私通道一直运作到1975年1月卢卡斯被美国缉毒局逮捕为止。
1972年，随着土耳其禁止种植罂粟，美洲市场的海洛因传统供应路线（即所谓“法国联络”）遭到中断，导致东南亚地区的产量迅速上升。香港由于已有三合会控制的有组织犯罪网络，能够满足本地庞大的毒品消费市场（估计有15万名常规使用者），再加上其繁忙的国际港口和启德机场，迅速成为东南亚海洛因的重要中转站， as well as convenient money laundering center to reinvest the profits of international sales.并成为国际毒品销售利润的便捷洗钱中心。犯罪集团还将香港作为精炼鸦片制成海洛因的基地，其中一个由马惜珍控制的犯罪集团据当局估计，在1968年至1974年间向香港走私了超过700吨鸦片。
20世纪70年代中期，一个由新加坡华人毒贩组成、以陈同明为首的有组织犯罪团伙“阿公”通过利用航空乘客走私的方式，从泰国和马来西亚将海洛因运往其位于阿姆斯特丹的总部，继而分销至西欧各大城市，从而掌控了欧洲的海洛因贸易。该团伙的运作极为成功，甚至逐步排挤并最终夺取了14K和和胜和等三合会集团在欧洲的地盘。
来自东南亚的海洛因最初是由信使携带，通过商业航班运入美国，这些信使通常是泰国或美国国籍人士。尽管新加坡的毒品法律极为严厉，但由于毒贩认为若航班始发地为新加坡，外国执法机构在旅客抵达时会较少盘查，因此新加坡经常被用作中转站。加利福尼亚州和夏威夷是“金三角”海洛因进入美国的主要门户，但也有少量毒品被走私至纽约市和华盛顿哥伦比亚特区。虽然东南亚贩毒集团在向美国走私海洛因方面取得了一定成功，但他们最初在建立街头销售网络方面面临困难。然而，随着1970年代一些亚洲毒贩被关押进美国监狱，他们在狱中与美国本土囚犯建立了联系。这些联系使东南亚贩毒集团得以接触到美国街头毒品分销的帮派与组织，从而进入零售层面的贩运体系。

### 20世纪80年代
20世纪80年代，在一系列“黑手党委员会审判”大幅削弱了传统意大利裔美国黑手党势力之后，华人贩毒集团逐渐取代其地位，成为美国东海岸海洛因供应的主导力量。美国缉毒局的一项研究指出，纽约街头销售的海洛因来源发生了显著变化：从1982年到1987年，东南亚海洛因在市场供应中的占比从3%上升至超过40%。随着需求不断增长，亚洲犯罪组织开始将高纯度海洛因夹带在合法海运货物中，大规模地走私至美国。值得注意的重大事件包括：
- 1988年2月，在泰国曼谷的孔提港（英语：Bangkok Port），在一艘驶往纽约市的货轮上查获藏匿于橡胶片包裹中的1,280公斤、纯度高达97%的海洛因，街头估值约为20亿美元，是当时全球最大宗的一次海洛因查获行动。[38]
- 1989年2月，美国缉毒历史上的一项纪录被刷新，FBI特工在纽约市突袭一处仓库，查获380公斤未经稀释的海洛因（街头估值约为10亿美元），毒品藏在割草机轮胎内。执法人员认为，这批毒品是由香港运至洛杉矶，再通过陆路转运至纽约地区的。[39]
- 1989年9月初，英属香港历史上最大宗的海洛因查获案发生。缉毒人员在新界西贡区一间公寓突袭，发现了420公斤纯度达99%的海洛因，价值估计为4.2亿美元，被分装在30个旅行袋中。警方认为，这批毒品起源于泰国，经海路走私至香港，先被转移到一艘本地渔船上，再由快艇运上岸。警方推测该批毒品的最终目的地可能是美国或澳大利亚。[40][41]
- 1991年6月，美国再创纪录，当局在加州海沃德的一处仓库内查获545公斤高纯度海洛因（街头估值约30亿美元），毒品藏在装塑料袋的纸箱中。整批货物原先由泰国走私至台湾高雄港，再装上货轮运抵美国奥克兰港。[42][43]

### 20世纪90年代
尽管尼日利亚传统上一直被外国有组织犯罪集团用作毒品中转站和人体运毒者的来源地，但到了20世纪90年代初，西非犯罪组织本身已崛起为东南亚海洛因的重要贩运者。仅在1991年，就有660名西非人因海洛因走私在美国被捕。问题日益严重，以至于尼日利亚政府在1992年颁布法律，要求国民在申请泰国签证前，必须首先获得由国家禁毒执法局签发的“无毒品犯罪记录证明”。与一次性大批量走私不同，尼日利亚毒贩通常会招募大量低级别的非尼日利亚籍信使，每人携带几公斤海洛因，通过常规航空线路从亚洲的中转地（如新加坡）运往西欧或美国东部。一旦海洛因抵达目的地，就会被运送到稀释与包装工厂，在此将其稀释后重新包装，供街头零售使用。随后，所获利润会被转移至拉各斯或香港，用于洗钱活动。
1991年9月，美国联邦特工在东部多地逮捕了37人（其中28人为尼日利亚公民），这是美国缉毒局针对一个由尼日利亚人主导的国际贩毒团伙所进行的为期18个月的卧底调查的成果。该团伙通过人体运毒方式，经由新加坡向美国走私了价值约2亿美元的海洛因。被捕人员面临的联邦起诉包括毒品共谋与分销、勒索犯罪和洗钱等指控。就在同一天早些时候，荷兰籍毒品运送者约翰内斯·范·达默在新加坡樟宜机场的中转区被捕。他受雇于同一贩毒组织，在其行李箱的两个暗格中被查获5.79公斤高纯度海洛因。另一起案件发生在1996年10月，美国执法机构逮捕了一批总部位于芝加哥的尼日利亚贩毒集团成员。该集团通过信使从泰国走私海洛因，并分销至美国中西部各城市。据信，该团伙每年向该地区多个街头帮派供应超过200公斤的海洛因，零售估值达1亿美元。

## 当今的毒品走私
在“金三角”地区开展的一系列铲除行动之后，1998年至2006年间，缅甸的罂粟种植面积减少了80%以上。联合国毒品和犯罪问题办公室官员确认，自2014年以来，随着合成毒品生产的扩大，鸦片种植持续减少。如今，金三角已成为全球主要的合成毒品生产区域之一，特别是甲基苯丙胺（冰毒）。该地区大量生产麻古药丸和晶体冰毒，并出口至澳大利亚、新西兰，以及整个东亚和东南亚地区。在缅甸掸邦等地合成毒品产量迅速上升的背景下，一个名为“三哥”（又称The Company）的国际犯罪集团被认为是这一趋势的主要推动者之一。“三哥”由来自五个不同三合会的成员组成，据称其首脑是加拿大籍黑帮分子谢志乐，他出生于中国广州。作为以广东人为主的华人跨国犯罪集团，该组织主要从事毒品走私，其年收入可能高达80亿美元。据称，“三哥”控制了亚太地区约40%的冰毒市场，并涉及海洛因和氯胺酮（K粉）等毒品的贩运。除缅甸外，“三哥”还在泰国、老挝、新西兰、澳大利亚、日本、中国大陆与台湾等多个国家和地区活跃。
华裔穆斯林潘泰人与华裔秦霍人中的穆斯林属于同一族群。来自缅甸的一位潘泰人马正文(Ma Zhengwen，音译)曾协助汉族毒枭坤沙在泰国北部销售海洛因。:306潘泰人曾垄断缅甸的鸦片贩运，:57并建立了秘密毒品运输路线，通过中国南方的关系网络，将毒品从缅甸走私出境，进入国际市场。:400
2023年，缅甸超过阿富汗，成为全球最大的鸦片生产国。此前，塔利班实施罂粟种植禁令，使阿富汗的鸦片产量大幅下降约95%。联合国毒品和犯罪问题办公室的一份报告估计，缅甸当年生产了1,080公吨鸦片，相比前一年的790公吨显著上升，并创下自2001年以来的最高记录；而同期阿富汗的鸦片产量则骤降至约330公吨。报告指出，缅甸鸦片产量的增长部分归因于更高效的农业技术的应用，例如灌溉系统和化肥的使用，使得单位产量提高至每公顷约23公斤。同时，现在农民原鸦片的平均收入上涨了27%，达到每公斤355美元。
尽管联合国毒品和犯罪问题办公室（UNODC）在2024年发布的一份报告指出，缅甸的鸦片产量在过去12个月内下降了8%，估计产量为995公吨，但缅甸依然是全球最大的鸦片生产国。报告还提到，罂粟田的单位产量下降至每公顷22公斤，而农民在同期每公斤原鸦片的收入约为300美元。此外，报告估计缅甸向其他国家出口了52至140吨海洛因，其总价值在4.68亿美元至12.6亿美元之间，按每公斤9,000美元计价。

## 冰毒的生产与贩卖
“金三角”，尤其是缅甸的掸邦，被认为是全球最大的冰毒生产地区——虽然地理面积不大，但毒品生产极为集中。近年来，金三角及其周边地区的冰毒制造活动愈发活跃，而与此同时，其他区域被查获并拆除的制毒设施数量却在减少。这一趋势表明，东亚和东南亚的冰毒生产已逐步集中到湄公河下游流域。根据联合国毒品和犯罪问题办公室的统计，过去十年来，东亚和东南亚国家查获的冰毒数量持续上升，仅2021年就查获超过171吨晶体冰毒和逾10亿片麻古药丸，创下全球纪录，远超世界其他任何地区。2020年4月至5月，缅甸当局在掸邦展开亚洲有史以来规模最大的禁毒行动，缴获了约1.93亿片冰毒药丸、数百公斤晶体冰毒、一定数量的海洛因，以及超过162,000升液态前体化学品和35.5吨固态前体。行动还发现了先进的毒品生产设备和多个中转及储存设施。
联合国毒品和犯罪问题办公室在2025年发布的一份报告中指出，东亚和东南亚各国执法机构在前一年共查获创纪录的236吨冰毒，其中大部分源自缅甸掸邦。该机构将毒品问题的加剧归因于缅甸持续的动荡局势，这一局势为非法合成与贩运冰毒创造了条件。例如，一些民地武为了筹措资金而加大了冰毒的生产力度，而政府对叛军控制地区的执法则面临阻碍。毒品贩运活动日益活跃的例证包括：2025年5月，印度尼西亚国家禁毒局接到泰国执法人员的线报后，在廖内群岛附近海域从一艘渔船上查获了2吨冰毒；2025年6月23日，泰国皇家警察又在罗勇府从一艘旅游船上查获了2.4吨冰毒，时值毒品即将被走私出境前夕。泰国当局估计，这批毒品的批发价值为9.15百万美元；如果成功运抵目的地，其市值将超过9,000万美元（批发价每公斤3,800美元，零售价每公斤37,500美元）。